# Танака Тоцугэн
Танака Тоцугэн (яп. 田中訥言); 1767–1823) — японский художник, исследователь изобразительного искусства.
Происходил из провинции Овари.
Учился в Киото, где изучал технику школы Тоса. Впоследствии занимался исследованием классических японских картин в стиле ямато-э. Возродил этот стиль, основав Восстановленную школу ямато-э.